# Нижняя брыжеечная артерия
Нижняя брыжеечная артерия (нижняя мезентериальная артерия, лат. arteria mesenterica inferior) — крупный кровеносный сосуд, который является одной из главных непарных ветвей брюшной аорты. Наряду с чревным стволом и верхней брыжеечной артерией является частью трёхуровневой системы кровоснабжения брюшной полости.

## Топография
Нижняя брыжеечная артерия ответвляется от левой поверхности брюшной аорты на уровне третьего поясничного позвонка (L3), ниже точек ветвления почечной артерии, на 3-4 см выше бифуркации аорты в общие подвздошные артерии.

## Кровоснабжение
Кровоснабжает нисходящую ободочную кишку, сигмовидную кишку и часть прямой кишки до верхней части анального канала.

## Ветвление
Нижняя брыжеечная артерия отдаёт следующие ветви:
- Левая ободочно-кишечная артерия (лат. a. colica sinistra) направляется к левому ободочному углу и нисходящей ободочной кишке.
- Сигмовидные артерии (лат. aa. sigmoideae) кровоснабжает сигмовидную кишку.
- Верхняя прямокишечная артерия (лат. a. rectalis superior) направляется к верхней части толстой кишки, является частью системы, кровоснабжающей прямую кишку и состоящую из пяти артерий, которые образуют между собой многочисленные анастомозы.

## Коллатеральное кровообращение
Нижняя брыжеечная артерия анастомозирует со средней ободочнокишечной артерией и, следовательно, с верхней брыжеечной артерией.
Анастомоз происходит через краевую ободочнокишечную артерию (другое название - краевая ветвь Драммонда) и через дугу Риолана — анастомоз между левой ободочнокишечной артерией и средней ободочнокишечной артерией).

## Ассоциированные вены
Нижняя брыжеечная артерия сопровождается одноименной веной — нижней брыжеечной веной (лат. v. mesenterica inferior), которая впадает в селезеночную вену (лат. v. splenica).
Таким образом, нижняя брыжеечная вена стекает в воротную вену и не полностью отражает ход нижней брыжеечной артерии.

## Хирургия и патология
- При гемиколэктомии слева необходимо произвести резекцию нижней брыжеечной артерии и/или ее ветвей[7].
- Подковообразная почка, распространенная аномалия почек (1 из 500), располагается ниже нижней брыжеечной артерии[8][9].